# Arie Klapwijk
Arie Klapwijk (Den Haag, 22 oktober 1921 – Ede, 22 augustus 2008) was een Nederlands revalidatiearts.

## Leven en werk
Klapwijk was tijdens de Tweede Wereldoorlog medewerker en vanaf 1944 hoofdredacteur van de illegale krant Het vrije geluid. Hij begon zijn medische carrière in revalidatiecentrum De Hoogstraat in Leersum. Later werd hij geneesheer-directeur van de Johanna Stichting, een organisatie die zich inzette voor de revalidatie van kinderen met een lichamelijke beperking. Rond 1960 ontstond het plan om in de buurt van de vestiging van het revalidatiecentrum van de stichting in Arnhem een dorp te stichten speciaal voor minder-validen met een blijvende handicap. Om ideeën op te doen voor revalidatiemethoden bezocht Klapwijk onder meer revalidatiecentra in de Verenigde Staten.
Op 26 en 27 november 1962 presenteerde Klapwijk samen met Mies Bouwman de 23 uur durende televisie-uitzending van de inzamelingsactie Open het Dorp, die ruim 21 miljoen gulden bijeen bracht voor de bouw van Het Dorp. Klapwijk was tot mei 1964, toen het administratiegebouw gereed kwam, waarnemend directeur van Het Dorp. Hij legde deze functie neer om zich weer te richten op zijn medische en leidinggevende taken bij de Johanna Stichting.
Klapwijk zette zich voortdurend in voor een gelijkwaardige positie voor mensen met een handicap. Hij was ook een promotor van de gehandicaptensport. Als initiatiefnemer van Het Dorp werd hij wereldwijd uitgenodigd om spreekbeurten te houden. Hij overleed in het Ziekenhuis Gelderse Vallei op 86-jarige leeftijd.

## Onderscheidingen
Voor zijn werk werd Klapwijk herhaaldelijk onderscheiden. Hij was:
- Ridder in de Orde van de Nederlandse Leeuw
- Officier in de Orde van Oranje-Nassau
- Drager van het Mobilisatie-Oorlogskruis
- Officier in de Orde van de Dannebrog
- Ereburger van Het Dorp te Arnhem

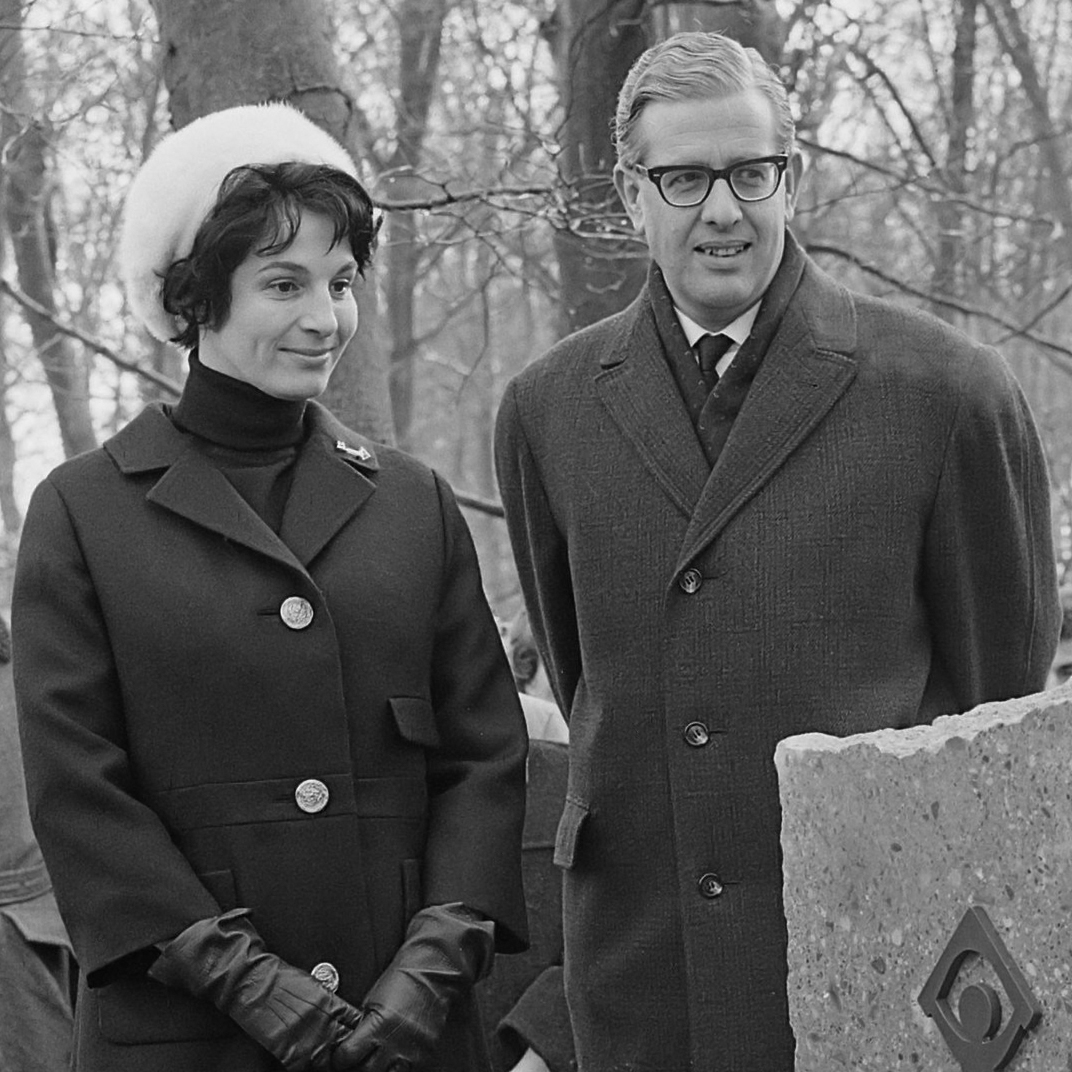
Mies Bouwman en Arie Klapwijk bij de eerste steen voor "Het Dorp" (1963)
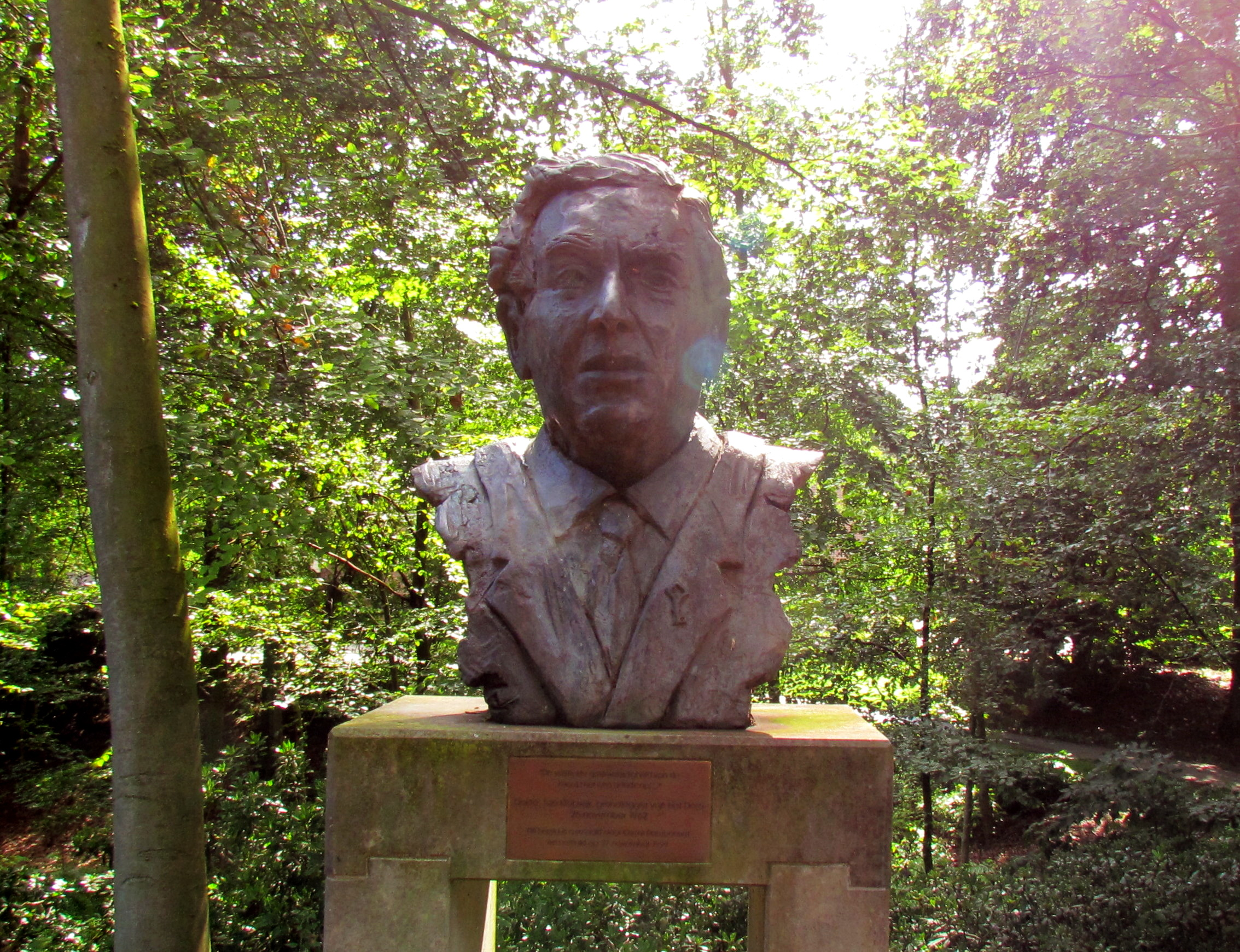
Buste van Arie Klapwijk in Het Dorp